# Marjān Gomār
Marjān Gomār (persiska: مرجان گمار, Gomār) är en ort i Iran.   Den ligger i provinsen Kermanshah, i den västra delen av landet, 500 km väster om huvudstaden Teheran. Marjān Gomār ligger 659 meter över havet och antalet invånare är 280.
Terrängen runt Marjān Gomār är huvudsakligen kuperad, men den allra närmaste omgivningen är platt. Runt Marjān Gomār är det ganska glesbefolkat, med 38 invånare per kvadratkilometer. Närmaste större samhälle är Gīlān-e Gharb, 13,1 km sydost om Marjān Gomār. Omgivningarna runt Marjān Gomār är i huvudsak ett öppet busklandskap.